# Agote (Buenos Aires)
Agote é uma localidade da província de Buenos Aires, Argentina. Localizada no partido de Mercedes, a 9 km da cidade sede do distrito e a menos de 2 km de Gowland.
Surgiu ao redor da estação da Ferrocarril San Martín. Destaca-se a famosa casa do vagão, um antigo vagão que foi restaurado como casa. 

## População
Os dados seguintes incluem a localidade de Gowland
Conta com 1.288 habitantes (INDEC, 2001), o que representa um crescimento de 148,16% frente aos 519 habitantes (INDEC, 1991) do censo anterior.